# 이과두주

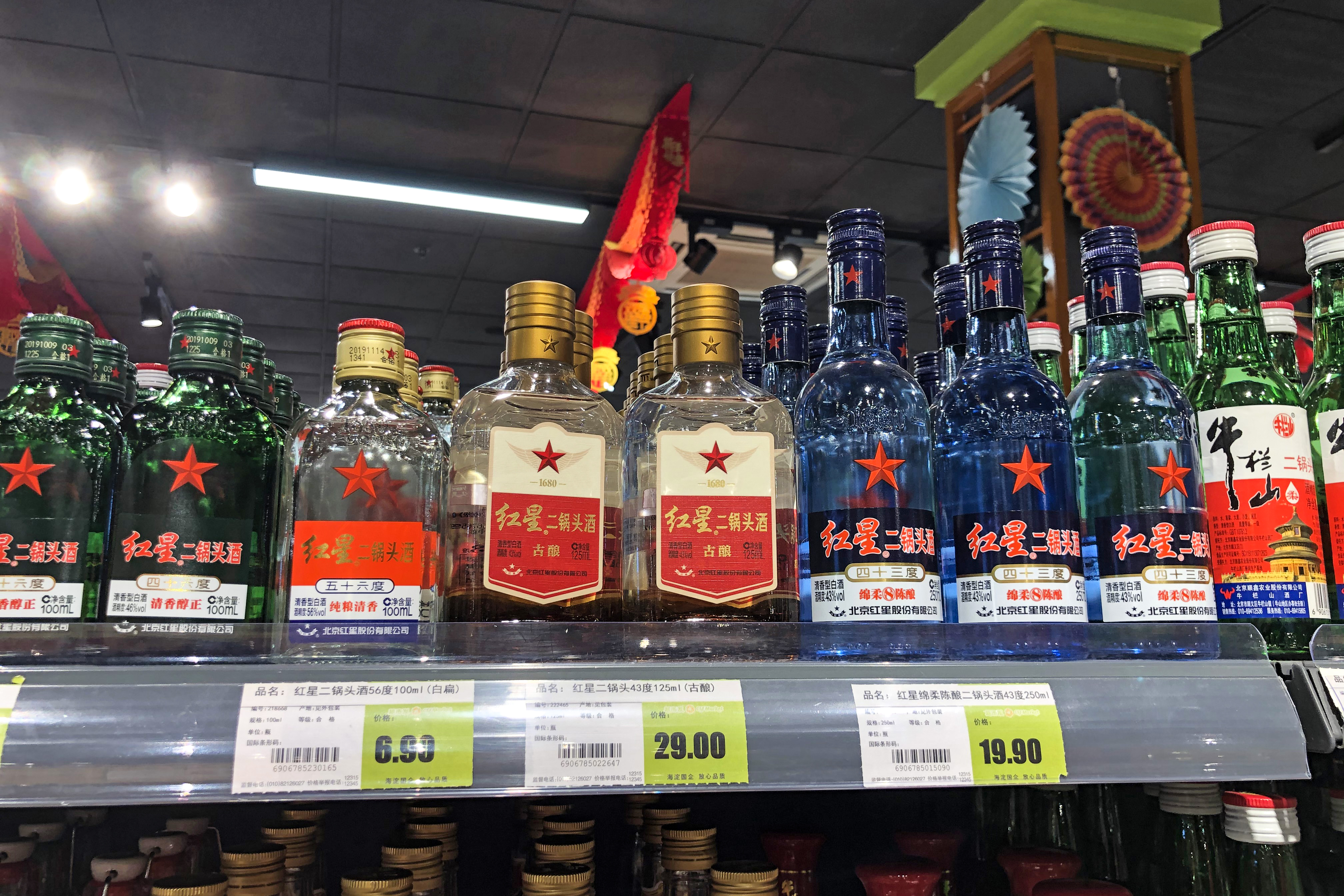

이과두주 또는 이과두(중국어 간체: 二锅头, 중국어 번체: 二鍋頭, 병음: èrguōtóu)는 중국 술이다. 수수로 만든 가벼운 향의 바이주이다. 가장 유명한 브랜드는 베이징의 홍싱(红星)과 뉴란샨(牛栏山)이다. 다양한 도수로 제공되며 평균은 부피 기준 알코올 50% 또는 100 프루프이다.
홍싱은 중화인민공화국에서 설립된 최초의 증류소이다. 1949년에 많은 오래된 양조장이 내전으로 파괴되거나 문을 닫았기 때문에 12개의 이전 바이주 양조장이 모여 새로운 홍싱 양조장을 만들었다. 홍싱 마스터 블렌더 왕치우팡은 이과두주를 표준 68% 알코올 수준에서 더 맛있는 65%로 희석했다. 제2차 세계 대전에서 일본 제국에 맞서 싸운 일본 공산주의자가 라벨을 디자인했으며, 라벨도 원본과 거의 동일하게 유지된다.
이과두주는 "2차 증류"를 뜻하며 순도를 나타낸다. 맑고 강력한 증류주이며 생산하는 데 6개월이 걸린다. 이 술은 베이징에서 가장 일반적으로 마시는 백주 중 하나이며, 따라서 중국의 수도 및 그 너머와 깊은 문화적 연관성을 가지고 있다.

## 같이 보기
- 바이주
- 마오타이주